# Glasnot
Glasnot war eine Samisdat-Kunstzeitschrift in der DDR. Sie wurde in Leipzig und Naumburg (Saale) von 1987 bis 1989 herausgegeben.

## Inhalt
Glasnot enthielt lyrische Texte, Grafiken und Fotografien, wie andere DDR-Samisdat-Kunstzeitschriften auch, dazu aber auch einige politische Texte. Sie wurde in Leipzig und Naumburg von 1987 bis 1989 in insgesamt acht Heften mit jeweils etwa 50 Exemplaren herausgegeben.
Herausgeber waren Christoph Radtke (Nr. 2, 8), Torsten Ziesche (2), Catrin Drogi (2), Michael Kleim (8) und andere. Der Name leitete sich vom russischen Wort Glasnost für Offenheit ab.
Einzelne Exemplare befinden sich im Archiv der DDR-Opposition der Robert-Havemann-Gesellschaft sowie in einigen Bibliotheken.